# Raúl Castro
Pour les articles homonymes, voir Castro.
Raúl Castro, né le 3 juin 1931 à Birán, est un homme d'État cubain. 
Dans le cadre de sa participation à la révolution cubaine, il fut l'un des membres du Mouvement du 26 Juillet. Par la suite, il fut ministre de la Défense de 1959 à 2008 et premier vice-président du Conseil d'État et président du Conseil des ministres de 1976 à 2008.
Il est président par intérim à partir du 31 juillet 2006, puis est élu président des Conseils d'État et des ministres le 24 février 2008, succédant à son frère Fidel Castro. Il occupe le poste jusqu'au 19 avril 2018. Membre du Parti socialiste populaire depuis 1953, il adhère au Parti communiste de Cuba en 1965 et en est Premier secrétaire du 19 avril 2011 au 19 avril 2021.

## Situation personnelle

### Naissance et jeunesse
Raúl Modesto Castro Ruz est le quatrième enfant d'Ángel Castro Argiz, riche planteur sucrier, et de sa cuisinière Lina Ruz González. Des rumeurs persistantes prétendent que Raúl Castro ne serait que le demi-frère de Fidel. Son père biologique aurait été un sergent dans l'armée et commandant de poste de garde de Birán (le village natal des frères Castro), nommé Felipe Miraval, un métis chinois et mulâtre qui aurait entretenu des relations avec sa mère Lina Ruz González, ce qui pourrait expliquer qu'on le surnomme « le Chinois », en raison de sa petite taille et des traits de son visage très différents de ses frères. Son père est un ancien soldat de la guerre d'indépendance de 1895, sympathisant franquiste et riche planteur sucrier.

### Études
Il est envoyé dans une école militaire à l'âge de 6 ans. Malgré des études dans des écoles jésuites de Cuba, Raúl Castro n'obtiendra pas de diplôme. Il adhère au Parti communiste en 1953, après un voyage derrière le rideau de fer et participe activement aux émeutes estudiantines sous la dictature de Fulgencio Batista.

## Parcours politique

### Révolution cubaine (1953-1959)

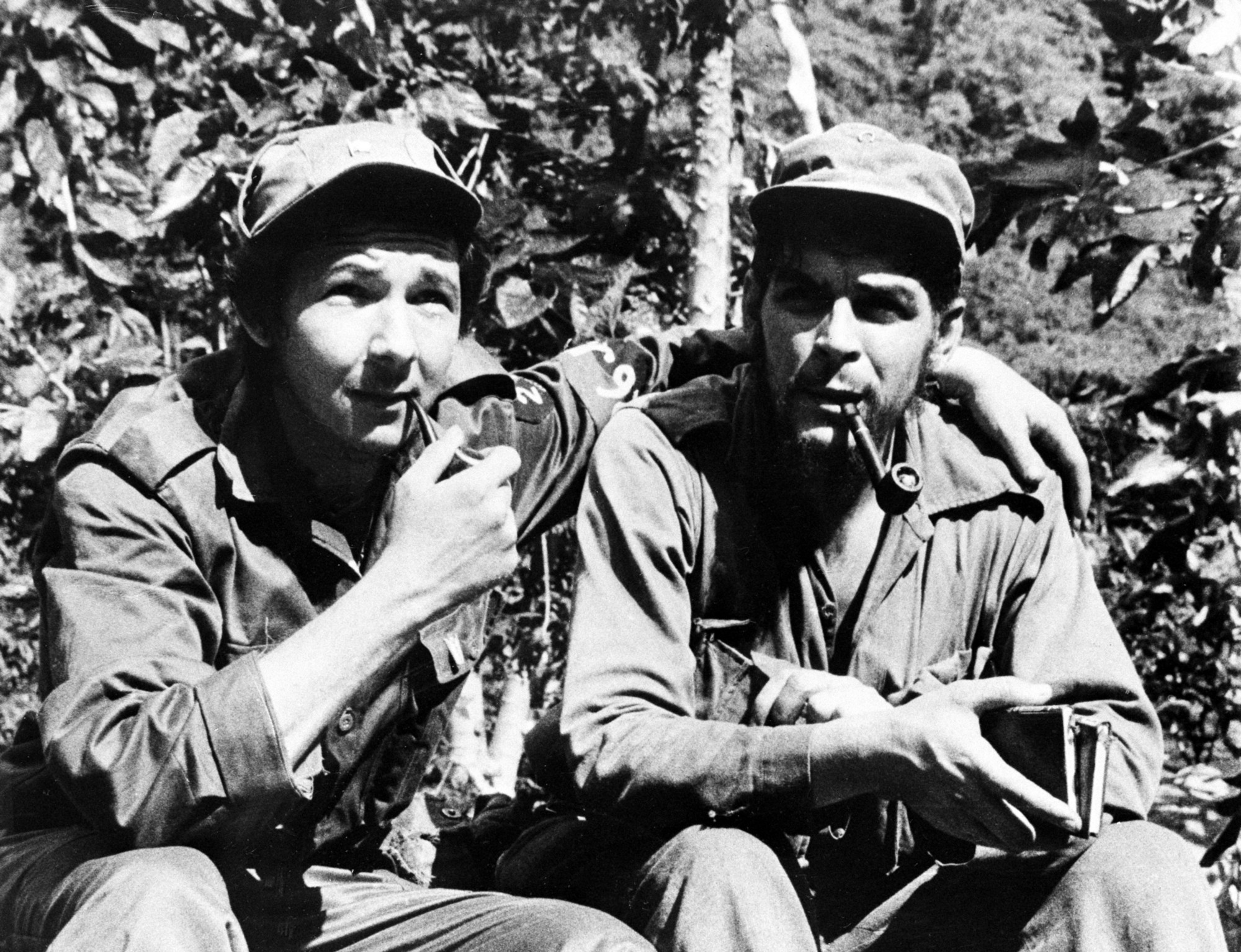
Raúl Castro et Che Guevara.

Les frères Castro organisent une réaction armée au putsch de Batista en attaquant la caserne de Moncada le 26 juillet 1953, mais celle-ci est un désastre et la moitié des assaillants est exécutée sommairement après sa capture. Raúl est emprisonné sur l'île des Pins pendant 22 mois à cause de cette opération manquée,.
Amnistié en 1955 par le dictateur Fulgencio Batista, il s'exile au Mexique, puis aux États-Unis avec son frère Fidel, d'où il réorganise la résistance à Batista, que l'on appelle le mouvement du 26 juillet. Il se lie d'amitié avec Che Guevara, un autre membre de la résistance. 
Durant son exil à Mexico, il participe aux préparatifs de l'expédition à bord du navire Granma, qui débarque à Cuba le 2 décembre 1956. Après avoir été prise dans une embuscade sanglante des troupes de Batista et harcelée par l'aviation, la petite troupe révolutionnaire est rapidement ébranlée. Il fait partie du petit groupe de survivants qui réussissent à rejoindre un refuge dans la Sierra Maestra d'où ils poursuivent la lutte armée.
En février 1958, il reçoit pour mission de prendre l'ancienne province orientale afin d'ouvrir le front à la colonne des guérilleros au nord-est de ce territoire.
Il devient commandant le 27 février 1958. En juin, acculé par les bombardements incessants de l'aviation ennemie, il fait enlever une cinquantaine de citoyens nord-américains, ingénieurs et soldats rentrant à Guantánamo après une permission en territoire cubain. La prise d'otages suscite une vive attention de l’ambassade des États-Unis et dans une certaine mesure de l'opinion publique, que Raúl Castro exploite en publiant des photos démontrant que les avions de Batista prennent leur ravitaillement sur la base de Guantánamo. La manœuvre réussit et les États-Unis font cesser les bombardements dans l'attente de la libération des otages, ce que fait la troupe rebelle tout en se laissant le temps de se redéployer et de se réarmer. L'opération devient aussi un succès médiatique grâce aux prisonniers eux-mêmes, qui témoignent auprès de la presse de leurs conditions de détention des plus bienveillantes et de la légitimité de l’insurrection cubaine. Certains iront jusqu'à expliquer qu'ils auraient souhaité rester avec Raúl,.
Au sujet des soldats du gouvernement de Batista capturés, Raúl Castro note dans ses carnets de guerre : « On a apporté à manger aux trois et on leur a dit qu’on les remettrait en liberté et que l’on garderait uniquement leurs armes. Ils avaient de l’argent et des montres dont nous avions besoin, mais suivant nos principes, nous n’y avons pas touché ». Dans les territoires sous contrôle de la guérilla, il fonde une structure autonome en établissant des hôpitaux, des écoles et plusieurs usines de fabrication de matériels. En 1958, il est également à l'origine des services de renseignements du M-26.

### Ministre des forces armées (1959-2008)
Le 12 janvier 1959, après la chute de Batista, Raúl Castro fait abattre à Santiago de Cuba, sans procès, 71 soldats et policiers de l'ancien régime. La communauté internationale réprouve ces exécutions.  
Il devient ministre de la Défense, et dirige les forces armées cubaines, poste qu'il conservera jusqu'en 2008. 
La CIA projette son assassinat et recrute pour cela en 1960 le pilote de l'avion qui ramenait Raul Castro de Prague vers La Havane pour « arranger un accident », lui proposant 10 000 dollars. Le projet échoue, le pilote expliquant à son retour n'avoir « pas eu l'occasion d'arranger un accident comme discuté ».
En 1964, Raúl Castro participe à la mise en place des unités militaires d'aide à la production, des camps de travail agricole pour les Cubains considérés « asociaux » par le régime castriste et exemptés de service militaire,. L'historien Pierre Rigoulot indique que Raúl Castro avait découvert en Bulgarie une thérapie permettant de soigner les homosexuels. Ces derniers devaient visionner un film montrant une relation homosexuelle et quand ils étaient excités par le film, ils recevaient une décharge électrique. Selon l'écrivain chilien Roberto Ampuero, Raúl Castro voulait former des révolutionnaires « avec des couilles ». Dans les faits, selon l'universitaire américain Jafari Sinclaire Allen, « il ne semble pas y avoir eu de tentative d’y traiter l’homosexualité des prisonniers. Les détenus avaient bien quelques rendez-vous avec des “psychologues”, mais il semble que cela ait plus été des formalités administratives qu’une forme de thérapie ».
Il intègre la direction nationale des organisations révolutionnaires et le Parti uni de la révolution socialiste cubaine. Il devient également le second secrétaire du comité central du Parti communiste cubain lors de sa fondation en octobre 1965. Peut-être sous l'influence de sa femme Vilma Espín, militante pour les droits LGBT, il manifeste des désaccords sur la question de la répression de l’homosexualité dans les années 1960 et 1970. En tant que ministre de la Défense, il contrôle les forces militaires cubaines, ce qui alimente les spéculations selon lesquelles il pourrait conduire un coup d'État après la mort de son frère. Raúl Castro est souvent vu comme plus dur et plus sévère que Fidel Castro. Ce dernier le présente comme son dauphin : « Derrière moi en viennent d'autres, plus radicaux que moi. »
En 1994, il fait preuve de pragmatisme et s'oppose à son frère, en déclarant : « La principale menace qui pèse sur nous, ce ne sont pas les canons américains, ce sont les haricots. Ceux que les Cubains ne mangent pas », alors que Fidel Castro s'oppose à une libéralisation des marchés agricoles. Raúl précise : « Si nous ne changeons rien, je n’aurai pas d’autre choix que de sortir les tanks. »

### Chef de l'État (2008-2018) et Premier secrétaire du Parti communiste (2008-2021)

#### Transition du pouvoir
Le président Fidel Castro est hospitalisé en raison, d'après le gouvernement cubain, d'une hémorragie gastro-intestinale, que l'on attribue au stress. Plus tard, un message du gouvernement cubain expliquant que son état de santé est stable est diffusé sur la télévision d'État. Le 31 juillet 2006, il délègue ses pouvoirs à son frère Raúl qui assure donc, en tant que vice-président et conformément à la Constitution, la direction conjointe de l'État et du gouvernement. Il occupe également par intérim les fonctions de Premier secrétaire du Parti communiste. Selon certains journalistes de la presse internationale, Raúl Castro n'aurait ni le charisme, ni l'éloquence de Fidel pour assurer une transition de pouvoir. Il définit alors les trois priorités de la politique des années à venir : l'alimentation, les transports et le logement. 
En 2007, il engage un débat national, à l'instar de son frère Fidel plusieurs fois dans le passé, afin de débattre sur les problèmes du pays. Les Cubains se réunissent au sein de groupes de discussions pour évoquer des idées et présenter des doléances. Plus d'un million de personnes auraient participé à ce débat, parmi lesquelles le sociologue Aurelio Alonso, sous-directeur de la revue Casa de las Americas, qui dénonce « un système trop étatisé, trop bureaucratisé, avec un niveau de participation populaire trop limité dans la prise de décisions ». Le chanteur Pablo Milanés, à son tour, plaide pour un rajeunissement du Conseil d'État : « Il faut passer le témoin aux nouvelles générations pour que celles-ci fassent un autre socialisme ».
Toutes les condamnations à mort (une trentaine) sont commuées entre 2008 et 2010, bien que plus aucune n'eût été exécutée depuis 2003. 

#### Élection à la présidence
Le 24 février 2008, il est élu président du Conseil d'État (chef de l'État) et du Conseil des ministres par l'Assemblée nationale du pouvoir populaire. Peu après, il signe deux accords sur les droits de l'homme des Nations unies, décide d'attribuer les terres inutilisées de l’État pour l'agriculture, de libérer beaucoup de prisonniers et de desserrer les restrictions de voyage des Cubains,. Les opérations de changement de sexe pour les personnes reconnues transgenres sont autorisées et totalement gratuites.

#### Relations internationales
En novembre 2008, Raúl Castro reçoit le président russe Dmitri Medvedev, puis, le mois suivant, le vice-amiral Vladimir I. Koraliov, substitut du chef de la flotte du Nord, à la tête d’un détachement de la marine de guerre de Russie en visite à Cuba. Il espère ainsi avoir de meilleures relations avec ce pays. À la suite de trois ouragans successifs qui dévastent les infrastructures et provoquent une chute de la production agricole en 2008, Raúl Castro met en place une « politique d'austérité » pour essayer de sortir de la crise économique et financière. De plus, afin d'apaiser les tensions avec les États-Unis et espérant diminuer l'embargo économique, il décide de rencontrer le président américain nouvellement élu, Barack Obama. Il se rapproche des États-Unis et les deux pays rétablissent leurs relations diplomatiques en 2015.
Le 12 décembre 2009, Raúl Castro entreprend un rapprochement de plus de 3 milliards de dollars avec le Venezuela.

#### Élection à la tête du parti
Le 19 avril 2011, il est élu premier secrétaire du Parti communiste cubain lors du 6e congrès.
Le 24 février 2013, il est reconduit à la tête du pays par l'Assemblée, à la suite des élections législatives du 3 février. Il indique à cette occasion que ce sera son dernier mandat, et qu'un nouveau président devra donc être choisi en 2018 au plus tard. Son successeur pressenti est alors Miguel Díaz-Canel, élevé au poste de premier vice-président du Conseil. Celui-ci lui succède le 19 avril 2018.

#### Réformes de Raúl Castro
En février 2008, devenu chef du seul régime communiste du continent américain, Raúl Castro, longtemps commandant en chef des armées, est le chef d'un pays d'économie socialiste qui lutte contre la crise qui le touche depuis la chute du bloc communiste, au point d'être parfois décrit comme le « croque-mort du socialisme » au vu des réformes qu'il impose. Raúl Castro estime que l’embargo des États-Unis n'est pas le seul responsable des difficultés économiques rencontrées par Cuba. 
Pour Samuel Farber, Raúl Castro a engagé une vaste campagne de réformes pour tenter d'établir une économie de type sino-vietnamienne qui conserve la primauté de l'État à parti unique avec une ouverture aux entreprises privées et au marché. L'opposante Yoani Sánchez pense que le régime castriste redoute que les réformes économiques ne servent de terreau à des revendications politiques.
Au niveau institutionnel, le mandat présidentiel est limité à deux périodes de 5 ans. Ainsi Raúl Castro cesse d'exercer ses fonctions de président en 2018.
Il fait du rapprochement avec l’Église catholique cubaine un axe de sa présidence. Le pape Benoît XVI est reçu sur l'île en mars 2012. En novembre 2010, le cardinal Ortega inaugure en présence du président cubain les nouvelles installations du séminaire San Carlos, où sont formés les futurs prêtres, dont le nombre tend à augmenter. Le gouvernement restitue aussi à l’Église des propriétés qui avaient été nationalisées au moment de la révolution. L’Église continue toutefois d'entretenir un dialogue avec l'opposition, dont les représentants interviennent lors des débats qu'elle organise, et fait de l'intégration de l’instruction catholique au service public une priorité afin de pouvoir enseigner la théologie et les humanités dans les universités.
- Le tourisme à Cuba, attiré par l'exotisme tropical de l'île aux plages de rêve, au charme désuet des vieilles voitures américaines, la prostitution et à la culture si dynamique, reste très courtisé par le régime à la recherche de devises[réf. souhaitée] (après la chute de l'URSS, Raúl Castro avait déjà convaincu son frère Fidel de miser sur le tourisme afin d'éviter une crise économique et la fin du régime. En 25 ans, le nombre de touristes passe de 400 000 à 4 millions[3]).
- L'achat de lecteurs de DVD, d'ordinateurs ou de scooters, ainsi que l'accès aux hôtels, sont autorisés[35] alors qu'ils furent longtemps réservés aux touristes étrangers. Cependant le salaire des cubains reste très bas et tout le monde ne peut s'offrir ces objets.
- L'accès à Internet commence à s'élargir peu à peu dans l'île, grâce à l'ouverture notamment de deux cybercafés à La Havane. Il reste cependant très surveillé par le gouvernement [source insuffisante]. Des limitations indirectes existent comme le prix très élevé, la faible vitesse de la connexion ainsi que le relevé systématique du nom de chaque utilisateur. L'accès est moins compliqué à ce jour[Quand ?] mais toujours relativement contraignant. Il y a des points d'accès Wi-Fi un peu partout dans les villes, mais il faut toujours acheter des cartes de connexion en présentant son passeport dans les boutiques Etecsa (entreprise nationale de télécommunication).
- Des lopins de terre sont distribués aux fermiers afin d'augmenter la production vivrière ainsi que le rendement des cultures[36].

- Les restrictions sur les voyages de citoyens hors de l'île sont assouplies[37],[38]. Jusqu'ici, pour obtenir le droit de quitter le territoire cubain, une lettre d'invitation depuis un pays étranger était obligatoire, elle devait être accompagnée de 140 dollars, ainsi que d'un passeport dont les frais d'établissement s'élevait à 50 dollars. Puis le demandeur devait solliciter l'obtention d'une carte blanche (Tarjeta Blanca), qui permettait de sortir du pays, contre 150 dollars.

- À compter du 10 décembre 2011, il devient possible pour des résidents permanents de l'île d'acheter et de vendre leur maison[39].
- Raúl Castro a également multiplié les partenariats commerçants avec la Russie (en 2009) et la Chine (en 2014), cela dans le but de ne plus être dépendant d'un point de vue énergétique du Venezuela, qui connaît plusieurs crises[3].

- En 2011, Raúl Castro envisage de supprimer graduellement le carnet d'alimentation des familles cubaines, la libreta, compte tenu de son coût annuel de un milliard de dollars, mais finalement il y renonce[40].

### Départ du pouvoir
Le 19 avril 2021, après 62 ans de gouvernement par les frères Castro, Raúl Castro, âgé de 89 ans, quitte ses fonctions de premier secrétaire lors du huitième congrès du Parti communiste de Cuba, qui se tient du 16 au 19 avril 2021.

## Famille

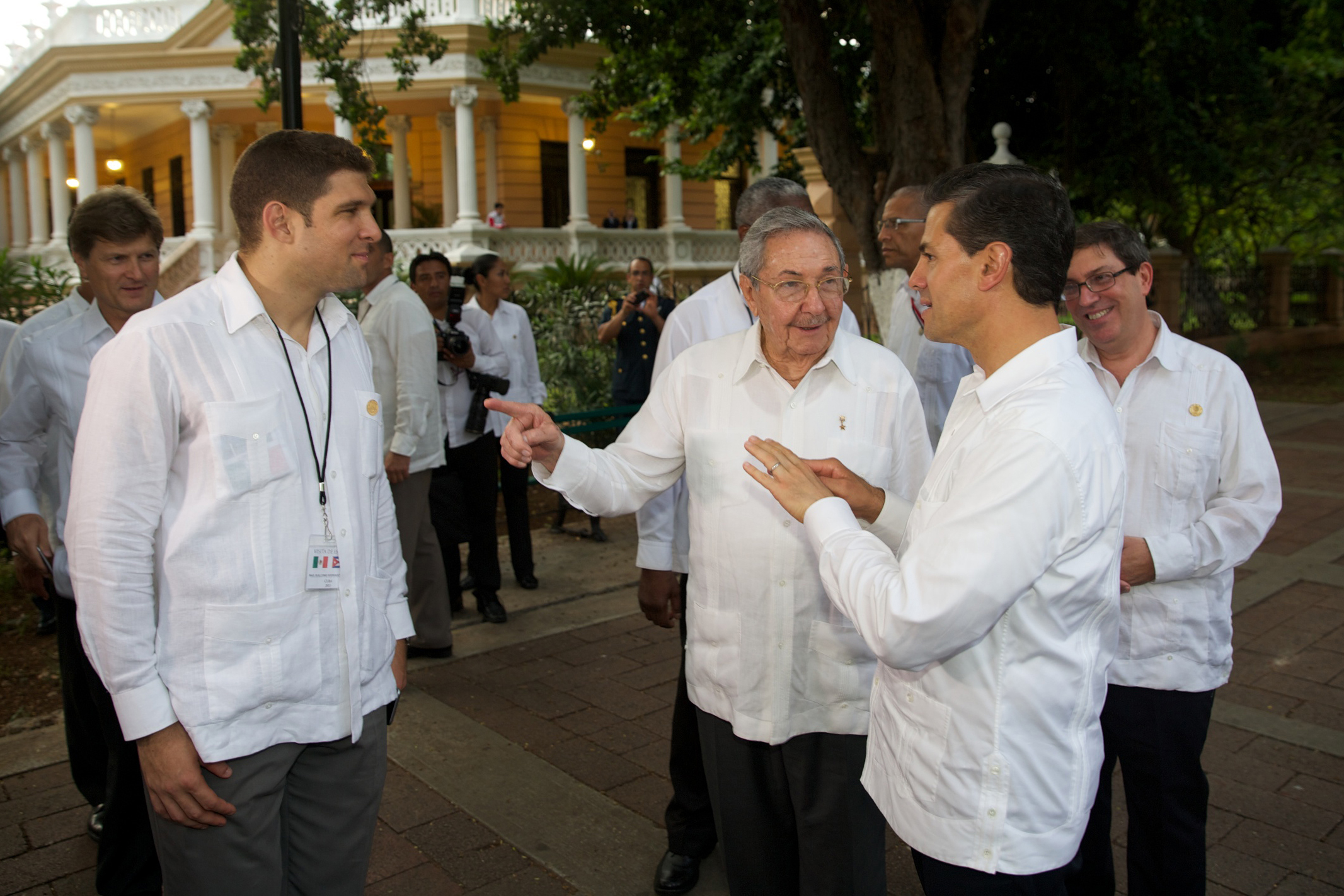
Raúl Castro, en 2015, avec son petit fils Raúl Guillermo (à gauche) et Enrique Peña Nieto.

Il se marie à Vilma Espín, le 26 janvier 1956. 
Il est le père de Deborah, Mariela (militante des droits LGBT), Nilsa et Alejandro (colonel et conseiller au ministère de l'Intérieur). Luis Alberto Rodríguez López-Calleja épouse Deborah Castro Espín. Le couple a deux enfants : Vilma Rodríguez Castro et Raúl Guillermo Rodríguez Castro. Ce dernier est le responsable de la cellule de protection personnelle de son grand-père Raúl Castro. Luis Alberto Rodríguez López-Calleja, dirige Gaesa, conglomérat de l'armée, qui contrôle en partie l'économie touristique cubaine,. Lors du huitième congrès du Parti communiste de Cuba, du 16 au 19 avril 2021, Luis Alberto Rodriguez Lopez-Callejas accède à la tête du parti en tant que membre du bureau politique.